# Jove Orquestra Simfònica de Castelló
La Jove Orquestra Simfònica de Castelló, també coneguda pel seu acrònim JOSC, és una orquestra simfònica de caràcter amateur de la ciutat de Castelló de la Plana i la província de Castelló. Actualment la dirigeix el mestre Pablo Marqués. La seua seu és l'Auditori de Castelló.
L'orquestra compta amb el patrocini d'entitats públiques com l'Ajuntament de Castelló, Ajuntament de Vila-real, Ajuntament d'Onda, Ajuntament de Benicàssim, Diputació de Castelló, Castelló Cultural, Universitat Jaume I (UJI), i entitats privades com Tau Ceràmica, BP, Fundació Dávalos-Fletcher, Onda Cero, Hotel Castelló Center, Aumar o Amsa.
Fundada el 1995, ha actuat a importants sales espanyoles com el Palau de la Música de València, el Teatre Monumental de Madrid, l'Auditori Príncep Felipe d'Oviedo o l'Auditori Enric Granados de Lleida. A nivell internacional ha actuat a ciutats i festivals com el 6ª Festivale Internazionale Orchestre Giovanili Europee a Florència, Festival Internacional de Música de Lucca, Festival de Chiusdino-Sant Galgano, Festival Internacional de Música de Varna (Bulgària), Sent Macari i Pompignac (França), Euro Arts-Euro Music Festival a Leipzig (Alemanya), Idrija (Eslovènia), World Sacred International Week of Florence, Votivkirche de Viena o Auditori Spandau a Berlín.
La Jove Orquestra té enregistrats discs compactes que inclouen importants obres de compositors com Richard Strauss, Gustav Mahler o Ígor Stravinski. Cal destacar l'actuació el gener de l'any 2007, al Teatre Monumental de Madrid interpretant la 5a Simfonia de Malher a benefici d'Amnistia Internacional. El concert va ser gravat per Televisió Espanyola i emès amb posterioritat a Espanya i mitjançant el Canal Internacional de TVE per a tot el món. Un any més tard, l'orquestra dugué a terme el projecte artístic més important de tota la seva trajectòria, quan va ser convidada per l'Ambaixada d'Espanya a Viena per prendre part en el Festival de Música Espanyola organitzat com mostra de reconeixement a un projecte exemplar fruit de la cultura espanyola.
No se l'ha de confondre amb l'Jove Orquestra Nacional de Catalunya (JONC) que fins al 1999 també va utilitzar el mateix acrònim JOSC.